# Torre Teixidor
La Casa Teixidor, Torre Teixidor o Torre Hug Teixidó, és un edifici al nucli de Rubí (al Vallès Occidental) protegit com a bé cultural d'interès local.

## Arquitectura
És una casa torre de planta quadrada amb una estructura formada per semisoterrani, planta baixa i un pis. En el centre de la coberta, s'alça una torre quadrangular coberta de forma piramidal i amb teula de ceràmica vidriada.
El pis està obert a l'exterior per balcons amb barana de ferro correguda. A la façana principal s'ha adossat un cos en el qual hi ha una galeria coronada per una forma circular.
Els murs estan decorats per esgrafiats de tema floral, balustrades i terracotes. Als angles de les façanes, hi ha plaques d'arrebossat imitant la pedra.

## Història
És una construcció de principis de segle XX en un carrer nou que es va obrir a la zona alta anomenada" La Plana".
La urbanització de ciutat-jardí va ser promoguda per propietaris indians que tornaven de Xile. En aquesta zona anteriorment hi havia una gran propietat que era la masia de Can Bertran.
Aquesta casa la va començar a construir un basté de Barcelona que va fer fortuna venent guarnicions de cavalls per alguns dels exèrcits que van combatre a la I G.M. La torre era un regal per la seva esposa. Ella no ho sabía, quan va veure la mansió no hi va voler viure alegant que ells eren d'origen humil, a parer de l'esposa aquell edifici era excessiu. La torre va ser venut i la van comprar dos germans de nacionalitat italiana, aquests tampoc hi van viure mai. Durant la Guerra Civil l'edifici no va ser ocupat.
A principis dels anys 40 del segle XX la torre senyorial la va comprar el senyor Hugo Texidó i Sans, industrial barceloní fabricant de projectors de cinema. En Hug Texidó i Sans volia viure en un lloc més tranquil que Barcelona.